# Wikipedias historia

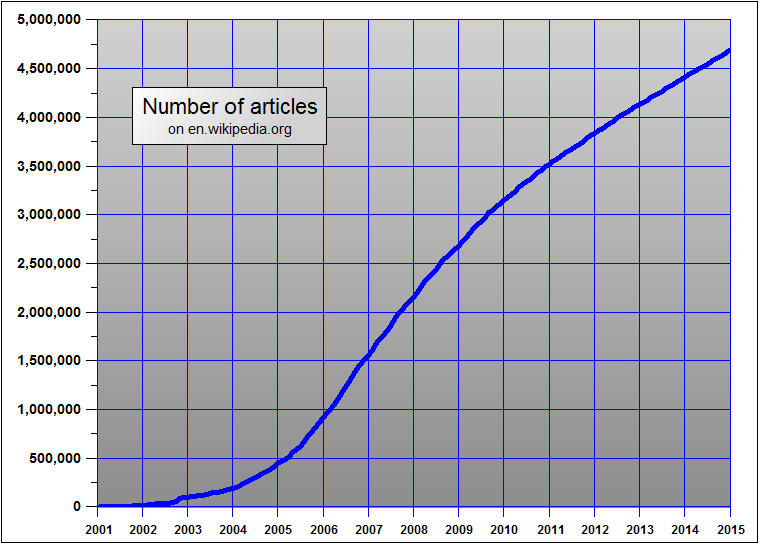
Antalet artiklar på engelskspråkiga Wikipedia (2001-2015)

Wikipedias historia började 2001. Wikipedia hade sin bakgrund i det dåvarande uppslagsverket Nupedia. Själva födelsedagen brukar ses som 15 januari 2001, dagen då den fick sitt namn.

## Begynnelsen
Som tanke föddes Wikipedia i en middagskonversation mellan Larry Sanger, huvudredaktör på Nupedia, och programmeraren Ben Kovitz på kvällen den 2 januari 2001 i San Diego i USA. Kovitz var då, och är måhända fortfarande, en flitig bidragsgivare till Portland Pattern Repository, den första Wikin. Kovitz förklarade den grundläggande principen bakom wikitekniken och Sanger förstod omedelbart att detta var den tekniska plattform som skulle kunna möjliggöra den öppnare version av Nupedia som han diskuterat med sin chef på Bomis, Jimmy Wales.
Det krävdes knappt någon övertalning för att förmå Wales att starta en Wikiversion av Nupedia den 10 januari 2001. Många medverkande i Nupedia ogillande emellertid att deras projekt, som har mycket högt ställda kvalitetskrav, associerades med ett projekt i Wikiformat. Wales döpte därför om projektet till "Wikipedia" den 15 januari 2001 och överlät bandbredd och server till projektet. Detta sista datum ses av många som Wikipedias födelsedatum.

## Utvecklingen under det första året
Antalet deltagare i projektet ökade dramatiskt samma år när det omnämndes först på sajten Slashdot i mars och därefter på Kuro5hin i juli. Därefter har antalet deltagare ökat kontinuerligt, mycket tack vare Google som omdirigerar ett 100-tal internetanvändare till Wikipedia dagligen.[källa behövs]
Den 12 februari 2001 passerade Wikipedia 1 000 artiklar och den 7 september samma år fanns det 10 000 artiklar. Innan året var över inkluderade projektet över 20 000 artiklar – i genomsnitt mer än 1 500 nya artiklar per månad. Med undantag för några kortare perioder med tekniska problem (se nedan) har antalet artiklar ökat i ungefär samma takt. Den 12 september 2003 innehöll engelskspråkiga Wikipedia 155 944 artiklar.
Den internationella expansionen tog fart under samma period. I maj 2001 fanns ett dussintal språk-Wikipedior på (förmodligen) följande språk: katalanska, kinesiska, holländska, tyska, esperanto, franska, hebreiska, italienska, japanska, portugisiska, ryska, spanska och svenska tätt följt av arabiska och ungerska. Under samma år tillkom dessutom afrikaans, norska och serbokratiska.

## Milstolpar
Sanger var anställd på Bomis som huvudredaktör för Nupedia och inofficiell ledare för Wikipedia fram till mars 2002 då pengarna tog slut. Även efter att han lämnat redaktörskapet så deltog Sanger i projektet ytterligare en tid, men har nu helt lämnat Wikipedia för att satsa på sina egna projekt. 
I februari 2002 bröt sig de flesta deltagarna på den spanska Wikipedian ur projektet och bildade Enciclopedia Libre efter oro för att Wales skulle tillåta reklam på sajten. Delvis av denna anledning har varje sådant förslag därefter dömts ut mycket hårt, och Jimmy Wales deklarerade att reklam aldrig kommer att förekomma på Wikipedia. Därmed bytte projektet också URL från "wikipedia.com" till "wikipedia.org" i augusti 2002. Sommaren samma år utvecklades olika policies och riktlinjer för projektet.
I oktober 2002 använde Derek "Ram-Man" Ramsey automatisk artikelgenerering från en databas och laddade upp artiklar från vedertagna källor om amerikanska städer. Vid enstaka tillfällen hade liknande uppladdningar skett inom andra ämnesområden.
Systerprojektet Wiktionary, som syftar till att bli ett lexikon och en synonymordbok mellan alla världens språk, skapades i december 2002. Wiktionary använder samma server och mjukvara som Wikipedia. Under perioden mars–maj 2004 startades versioner av Wiktionary för flera språk, däribland svenska. 
I januari 2003 installerades stöd för TeX-kod som används för matematiska formler. Koden skrevs av "Taw".
Samma månad passerade den engelska Wikipedian 100 000 artiklar, och den tyska Wikipedian nådde vid samma tid 10 000 artiklar. November 2004 passerade engelska 400 000 artiklar och svenska 50 000 artiklar.
I juni 2003 skapades Wikiquote och i juli 2003 Wikibooks; svenska versioner kom i juli 2004.

## Källhänvisningar
1. ↑  http://www.wikipedia.org/wiki/Wikipedia:Announcements_May_2001 Arkiverad 1 februari 2003 hämtat från the Wayback Machine.
2. ↑  http://www.wikipedia.org/w/wiki.phtml?title=International_Wikipedia&action=history
3. ↑  http://www.wikipedia.org/wiki/Wikipedia:International_wikipedias_statistics
4. ↑  http://en.wikipedia.org/wiki/Wikipedia:Manual_of_style